# ナイフ (小説)
『ナイフ』は、重松清による短編小説集。
社会問題となった「いじめ」について描く。1997年新潮社より刊行された。2000年に新潮文庫より再刊行されている。1998年に坪田譲治文学賞を受賞している。

## 収録作品
- ワニとハブとひょうたん池で
- ナイフ
- キャッチボール日和
  - 物語のキーパーソンとして荒木大輔が登場。また当時のヤクルトと横浜の選手や監督も登場している。
- エビスくん
- ビタースィート・ホーム
  - モンスターペアレントを題材にしている。

## 舞台
本書収録の表題作「ナイフ」をもとに近藤芳正による一人芝居が2022年1月から2月にかけて上演された。当初、2020年6月に予定されていたものの、新型コロナウイルス流行の影響で中止となっていたが、再始動という形で実現した。

### 出演者
- 近藤芳正

### スタッフ
- 脚本・演出：山田佳奈
- フィジカルコーチ：大石めぐみ

### 公演日程
- 2022年1月21日 - 23日、水戸芸術館 ACM劇場
- 2022年1月29日 - 30日、穂の国とよはし芸術劇場PLAT
- 2022年2月4日、東京芸術劇場 シアターイースト
- 2022年2月11日、兵庫県立芸術文化センター 阪急中ホール
- 2022年2月13日、山口情報芸術センター［YCAM］ スタジオA